# راب مغربي
الراب المغربي هو نوع موسيقي مغربي مقتبس من موسيقى الراب وثقافة الهيب هوب الأمريكية، التي أثرت على الشباب المغربي لسنوات من خلال موضوعاتها المتمردة والجريئة، ليتم تطويرها حتى تتطابق مع المجتمع والثقافة المغربية.
ويتم غالبا إلحاق مصطلح حيحة أو نايضة على هذه التيارات الموسيقية الجديدة لإعطائها صبغة مغربية.

## التاريخ
تعود بدايات الراب وثقافة الهيب هوب في تاريخ المغرب إلى منتصف الثمانينات، وذلك بفضل المهاجرين الشباب المغاربة القاطنين بالديار الأوروبية أنذاك والذين أدخلوا الراب والثقافات الغربية للمغرب عند عودتهم الموسمية لبلادهم الأم.

### البدايات الأولى
استغرق مغنو الراب المغاربة عدة سنوات لتحويل الراب الأمريكي من صيغته الغربية وإيجاد الصيغة المناسبة المختزلة للربط بين الثقافة الغربية المنفتحة جداً والثقافة العربية الإسلامية المغربية المحافظة نوعاً ما وذلك من خلال المزج بين العديد من إيقاعات الموسيقى المغربية التقليدية والراب الغربي واستعمال خليط من اللغات واللهجات الموروثة من تاريخ البلد كالدارجة المغربية واللهجة الأمازيغية والفرنسية والإنجليزية والإسبانية.

### موجة النايضة
نايضة هي موجة ثقافية حضرية وحركة موسيقية ناشئة في المغرب ظهرت مع مطلع القرن الواحد والعشرون، يتم مقارنتها أحيانا بحركة موبيدا مدريد،ويعد المغني أحمد سلطان أحد أبرز ريادي هذه الموجة.